# Piotrkowice (Kazimierza)
Pour les articles homonymes, voir Piotrkowice.
Piotrkowice est une localité polonaise de la gmina de Bejsce, située dans le powiat de Kazimierza en voïvodie de Sainte-Croix.